# Basilide (épicurien)
Pour les articles homonymes, voir Basilide (homonymie).
Basilide est un philosophe grec.
Né vers 250 av. J.-C., il est quatrième scholarque de l’école épicurienne, successeur de Dionysios de Lamptrée vers 205 av. J.-C.